# Wolna elekcja

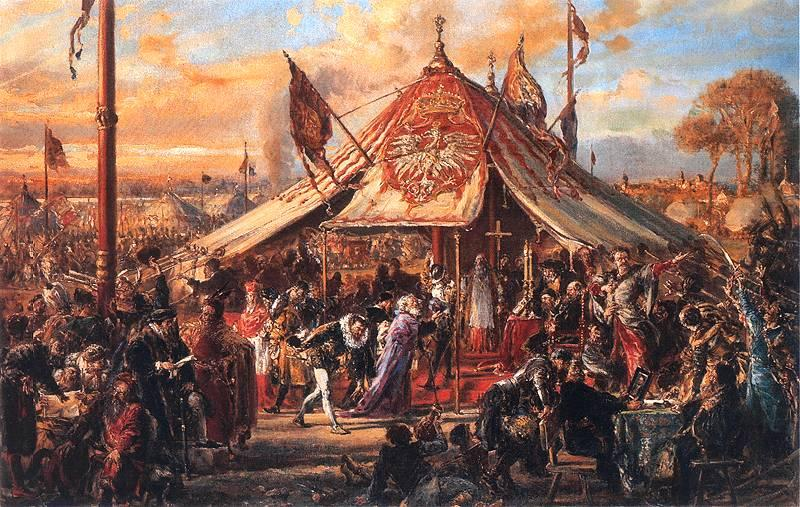
Jan Matejko, Potęga Rzeczypospolitej u zenitu. Złota wolność. Elekcja (1889)

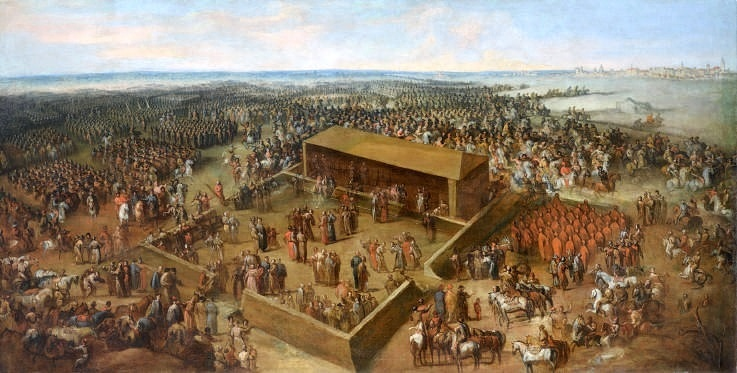
Elekcja Augusta II Mocnego na obrazie Jana Piotra Norblina (ok. 1790)

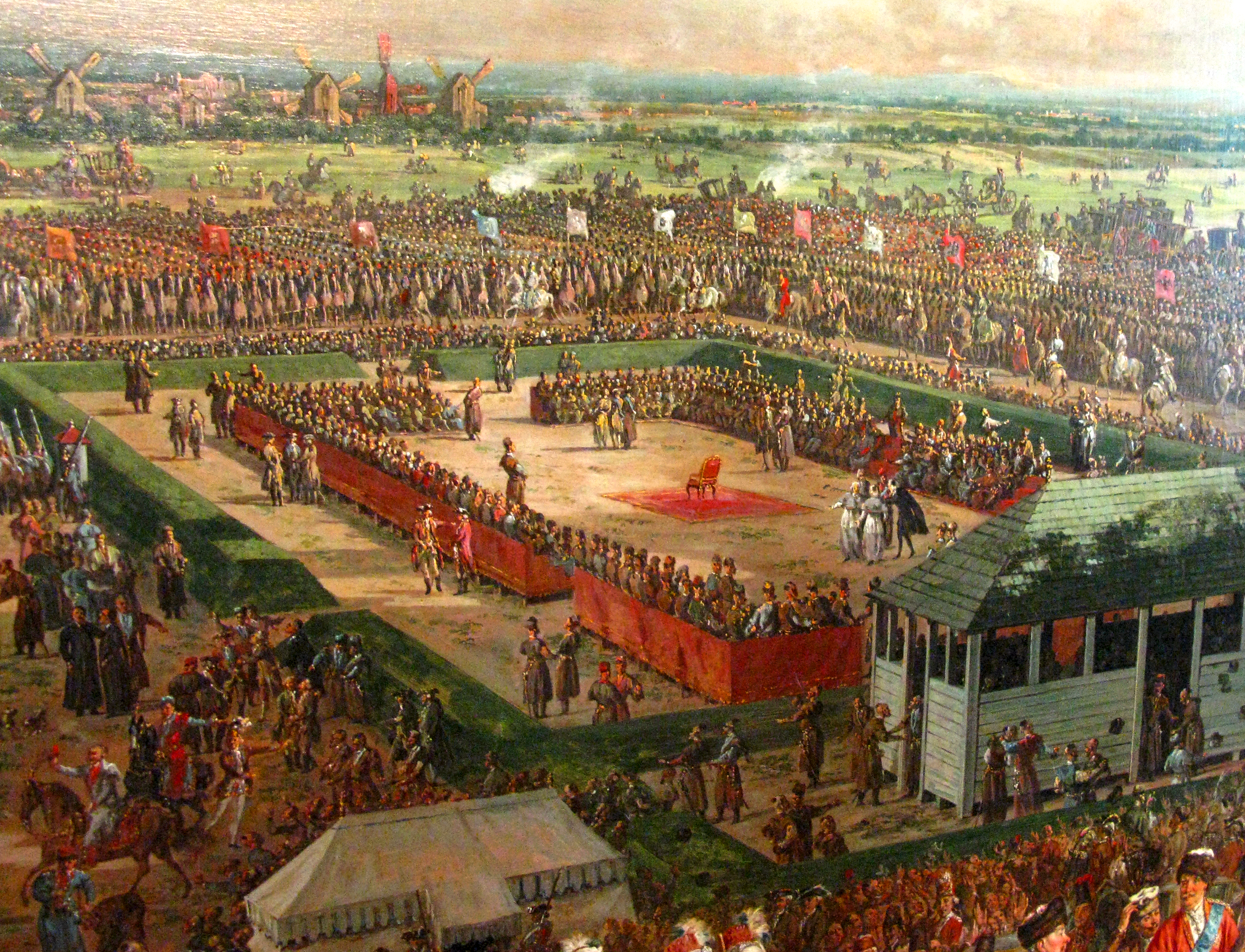
Fragment obrazu Bernarda Bellotto Elekcja Stanisława Augusta przedstawiający elekcję Stanisława Augusta Poniatowskiego w 1764 na Woli, widoczna szopa senatorska, koło rycerskie z chorągwiami województw

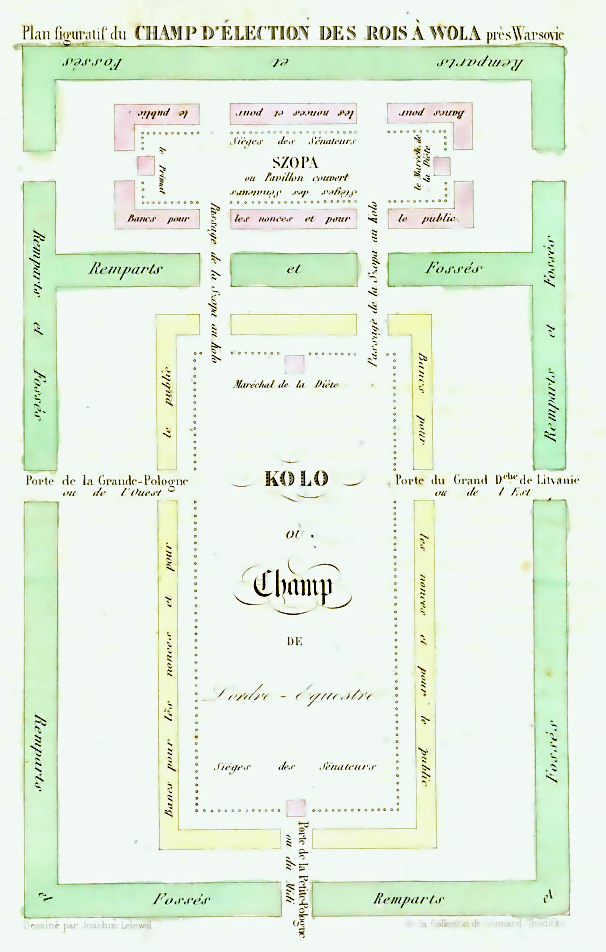
Plan pola elekcyjnego na Woli

Wolna elekcja – wybór monarchy nieprzestrzegający zasad sukcesji dynastycznej. W Rzeczypospolitej Obojga Narodów przybyła na pole elekcyjne w trybie pospolitego ruszenia, szlachta głosowała województwami w obecności posłów, którzy zanosili jej głosy do Senatu: wybór króla ogłaszał marszałek, mianował natomiast prymas Polski. Senatorowie wiedli najważniejszą rolę w ustalaniu ostatecznych wyników wolnej elekcji. 
Pierwsza wolna elekcja w Polsce odbyła się w roku 1573 we wsi Kamion pod Warszawą, rok po bezpotomnej śmierci ostatniego z Jagiellonów – Zygmunta II Augusta. Później ustalono stałe miejsce, w którym odbywała się elekcja – była to wieś Wola pod Warszawą. Jednak w 1733 roku na polach wsi Kamion odbyła się jeszcze jedna elekcja, w trakcie której na króla wybrano Augusta III Sasa.
Monarchia polska, elekcyjna od 1572 roku, za panowania królów z dynastii Wazów nabrała charakteru monarchii dziedziczno-elekcyjnej.
Od zawarcia unii lubelskiej (1569) każdy nowo koronowany król Polski zostawał władcą Litwy z urzędu i nigdy nie był podnoszony na Wielkie Księstwo Litewskie.

## Rys historyczny
Pierwsza udokumentowana elekcja na tron Polski odbyła się w roku 1386, a osobą która została wybrana na władcę ówczesnego państwa polskiego był Władysław Jagiełło. Król Zygmunt I Stary wydał dwa statuty w latach 1530 i 1538, którymi ustanowił raz na zawsze elekcję viritim. Na elekcję mógł przybyć każdy kto by chciał (unusquisque qui vellet) a elekcja ma być wolna (electio Regis libera). Ostatni król z dynastii Jagiellonów – Zygmunt II August zmarł 7 lipca 1572 roku. Otwierało to nowy okres w dziejach monarchii w Rzeczypospolitej – w Polsce nastało bezkrólewie.
Wygaśnięcie rodu Jagiellonów i związany z tym kryzys dynastyczny stał się testem trwałości państwa szlacheckiego. Obawiano się, że przedłużający się okres braku monarchy może źle wpłynąć na całą Rzeczpospolitą, a może nawet doprowadzić do jej upadku. Choć wielu możnych liczyło się z możliwością wygaśnięcia dynastii, nie istniały żadne ustalone metody postępowania w takiej sytuacji. Bezkrólewie stało się jednak rzeczywistością. W tej sytuacji szlachta podjęła próbę rozwiązania problemu bezkrólewia. Chodziło nie tylko o rozważenie kandydatów na nowego władcę, ale też o ustalenie sposobu jego wyboru, a także stworzenie takich mechanizmów, które gwarantowałyby, że nowy król nie naruszy zasad „złotej wolności”. Szlachta musiała przygotować umowę, dzięki której nie utraciłaby swoich wielkich przywilejów, a przy okazji zdołałaby zyskać pewne dodatkowe korzyści. Chodziło także o ochronę osiągnięć Rzeczypospolitej Obojga Narodów, takich jak tolerancja wyznaniowa, a także zabezpieczenie kraju na wypadek samowolnych decyzji króla czy konieczności prowadzenia wojny. W końcu jednak, pomimo lekkich sporów między szlachtą, magnatami i duchowieństwem, znaleziono porozumienie. Postanowiono, że do czasu wyboru następnego króla będą obowiązywać następujące ustalenia:
1. Osobą sprawującą naczelną władzę będzie na czas bezkrólewia prymas Jakub Uchański (tzw. interrex),
2. Konfederacje (kaptury) szlacheckie przejmą władzę w terenie (np. w województwach),
3. Pokój religijny na terenie kraju zapewni tzw. konfederacja warszawska, uchwalona na początku 1573 roku.

Lecz najważniejszym wynikiem tego porozumienia między szlachtą było ustalenie, iż wybór na króla będzie się odbywał przez elekcję, której ostateczną formę ustalono na sejmie konwokacyjnym w 1573. Wybory miały być powszechne w obrębie stanu szlacheckiego (viritim, czyli „mąż w męża”). Inicjatorami pomysłu elekcji w systemie viritim była szlachta małopolska, a dokładniej: wojewoda sandomierski Piotr Zborowski, wojewoda krakowski Jan Firlej oraz kasztelan lubelski Stanisław Słupecki. Mieli oni „swojego człowieka” w sejmie – był to Jan Zamoyski (który został później wielkim kanclerzem koronnym i hetmanem), który ze wszystkich sił próbował przeforsować ten system elekcji. I rzeczywiście mu się udało, dzięki poparciu tego pomysłu także przez duchowieństwo, które było zaniepokojone dużą liczbą protestantów zasiadających w senacie.
Od tej pory wybieranie monarchy nazywało się wolną elekcją, i w istocie była ona wolna, mógł w niej uczestniczyć każdy szlachcic, a nie tak jak w przeszłości tylko członkowie sejmu.
Pierwsza wolna elekcja zgromadziła rekordowo dużo szlachty (40–50 tys.), na następne nie przyjeżdżało już tak wielu głosujących. Na drugiej wolnej elekcji, która odbyła się w 1575 r. w porównaniu do pierwszej stawiło się tylko 12 tys. osób (z Prus Królewskich przybyły zaledwie 2 osoby). Na elekcję 1668 przybyło pieszo aż 2 tysiące Mazurów – biednej szlachty mazowieckiej nie stać było na konie, a do Warszawy mieli blisko.
Wolna elekcja była systemem, który osłabiał władzę króla. Stawała się powodem do kłótni między głosującymi województwami (spory o kandydatów do tronu), a przede wszystkim dawała możliwość ingerowania obcym dynastiom w sprawy państwa polsko-litewskiego. Projekt reformy elekcji w 1589 został odrzucony, podobnie choć z innych przyczyn kolejny w latach 1661–1662.
Konstytucja 3 maja z uwagi na doznane klęski bezkrólewiów peryodycznie rząd wywracających wprowadzała tron elekcyjnym przez familie, uznając elektora saskiego Fryderyka Augusta za następcę Poniatowskiego, wobec braku męskich potomków elektora następcą miał być jego zięć za zgodą stanów zgromadzonych, córce jego dobrany (...) zachowując przy narodzie prawo, żadnej preskrypcyi podpadać nie mogące, wybrania do tronu drugiego domu po wygaśnieniu pierwszego (art. VII), co 25 lat miano rozważać poprawki do Konstytucji (art. VI).

## Procedura
1. Początek bezkrólewia – po śmierci lub abdykacji króla następowało bezkrólewie, a władzę przejmował interrex, którym był pierwszy senator, czyli prymas Polski i Litwy.
2. Sejm konwokacyjny – prymas niezwłocznie po nastaniu bezkrólewia zobowiązany był do zwołania Sejmu, zwanego konwokacyjnym, gdyż ustalano na nim szczegółowo pacta conventa, czyli zobowiązania, jakie przyszły król musiał wypełnić. Na sejmie tym ustalano też datę i miejsca zwołania elekcji. Sejm trwał co do zasady ok. dwa tygodnie[9].
3. Sejm elekcyjny – czyli właściwa elekcja. Na sejm ten miał prawo przybyć i głosować na nim każdy szlachcic polski. Dokładne liczby uczestników nigdy nie zostały spisane, szacuje się, że udział brało od 10 000 do ponad 100 000 osób[9]. Zwykle ok. 10–15 tys. Co do zasady cały sejm miał trwać sześć tygodni[9]. Na miejsce przeprowadzenia sejmów elekcyjnych wybierano podwarszawską wieś Wolę. Kandydaci zgłaszali chęć zostania królem osobiście lub przez swoich przedstawicieli[9](zwłaszcza obcokrajowcy). Po wybraniu władcy zwoływany był sejm koronacyjny.
4. Sejm koronacyjny – odbywał się w Krakowie, gdzie tradycyjnie przeprowadzano obrzęd koronacji (dwa razy odstąpiono od tego zwyczaju podczas okresu wolnej elekcji). Obrzędu dokonywał, co do zasady prymas. Sejm trwał około dwa tygodnie[9]. W czasie sejmu król elekt dopełniał formalności wyboru, ślubował m.in. przestrzegać artykułów henrykowskich i uzgodnionych pacta conventa. Po tym fakcie następował trzydniowy obrzęd koronacji w katedrze wawelskiej.

## Wolne elekcje w Polsce[10][11]
Do momentu ich zniesienia przez Sejm Czteroletni w 1791 odbyło się 11 wolnych elekcji.
| Lp.         | Początek bezkrólewia                                                           | Daty obrad Sejmu elekcyjnego | Najpoważniejsi kandydaci do korony | Data wyboru króla   | Liczba głosów | Wybrany władca                  | Uwagi |
| ----------- | ------------------------------------------------------------------------------ | ---------------------------- | --- | ------------------- | ------------- | ------------------------------- | --- |
| 1. elekcja  | 7 lipca 1572 (śmierć króla Zygmunta Augusta)                                   | 5 kwietnia – 20 maja 1573    | - Ernest Habsburg, arcyksiążę austriacki - Jan III Waza, król Szwecji - Iwan IV Groźny, car Rosji - Fiodor Iwanowicz, syn cara Rosji Iwana Groźnego - Henryk Walezy, książę Orleanu - Alfons II d’Este, książę Ferrary i Modeny - Wilhelm z Rožemberku, burgrabia praski - Jerzy Jazłowiecki, wojewoda podolski - Jan Kostka, prezes Komisji Morskiej - Wawrzyniec Bandura Słupski, sędzia grodzki bydgoski | 11 maja 1573        |               | Henryk Walezy                   | Elekcja przeprowadzona na terenie wsi Kamion. |
| 2. elekcja  | 12 maja 1575 (Koniec czasu wyznaczonego Henrykowi Walezemu na powrót do kraju) | od 8 listopada 1575          | - Maksymilian II Habsburg, cesarz rzymski - Ernest Habsburg, arcyksiążę austriacki (ponownie) - Ferdynand Habsburg, arcyksiążę austriacki - Jan III Waza, król Szwecji (ponownie) - Iwan IV Groźny, car Rosji (ponownie) - Fiodor Iwanowicz, syn cara Rosji Iwana Groźnego (ponownie) - Stefan Batory, książę siedmiogrodzki - Alfons II d’Este, książę Ferrary i Modeny (ponownie) - Jan Kostka, wojewoda sandomierski - Andrzej Tęczyński, wojewoda bełski - Wilhelm z Rožemberku, burgrabia praski (ponownie) | 12 grudnia 1575     |               | Maksymilian II Habsburg         | Wybór dokonany bez zgody większości szlachty |
| 2. elekcja  | 12 maja 1575 (Koniec czasu wyznaczonego Henrykowi Walezemu na powrót do kraju) | –                            | - Maksymilian II Habsburg, cesarz rzymski - Ernest Habsburg, arcyksiążę austriacki (ponownie) - Ferdynand Habsburg, arcyksiążę austriacki - Jan III Waza, król Szwecji (ponownie) - Iwan IV Groźny, car Rosji (ponownie) - Fiodor Iwanowicz, syn cara Rosji Iwana Groźnego (ponownie) - Stefan Batory, książę siedmiogrodzki - Alfons II d’Este, książę Ferrary i Modeny (ponownie) - Jan Kostka, wojewoda sandomierski - Andrzej Tęczyński, wojewoda bełski - Wilhelm z Rožemberku, burgrabia praski (ponownie) | 13 grudnia 1575     |               | Anna Jagiellonka                | Wybrana na króla Polski, ostatecznie dobrano jej za męża Stefana Batorego |
| 2. elekcja  | 12 maja 1575 (Koniec czasu wyznaczonego Henrykowi Walezemu na powrót do kraju) | –                            | - Maksymilian II Habsburg, cesarz rzymski - Ernest Habsburg, arcyksiążę austriacki (ponownie) - Ferdynand Habsburg, arcyksiążę austriacki - Jan III Waza, król Szwecji (ponownie) - Iwan IV Groźny, car Rosji (ponownie) - Fiodor Iwanowicz, syn cara Rosji Iwana Groźnego (ponownie) - Stefan Batory, książę siedmiogrodzki - Alfons II d’Este, książę Ferrary i Modeny (ponownie) - Jan Kostka, wojewoda sandomierski - Andrzej Tęczyński, wojewoda bełski - Wilhelm z Rožemberku, burgrabia praski (ponownie) | 15 grudnia 1575     |               | Stefan Batory                   | Spór elekcyjny został rozwiązany na korzyść Batorego, dzięki szybkim działaniom i opieszałości cesarza. Dnia 6 kwietnia Batory przekroczył granicę Korony. 1 maja 1576 biskup kujawski Stanisław Karnkowski udzielił ślubu Annie Jagiellonce i Stefanowi Batoremu, a następnie koronował młodą parę |
| 3. elekcja  | 12 grudnia 1586 (Śmierć króla Stefana Batorego)                                | od 30 czerwca 1587           | - Maksymilian III Habsburg arcyksiążę austriacki - Zygmunt Waza, książę szwedzki - Fiodor I Rurykowicz, car Rosji (ponownie) - Ferdynand Habsburg, arcyksiążę austriacki (ponownie) - Maciej Habsburg, arcyksiążę austriacki - Ernest Habsburg, arcyksiążę austriacki (ponownie) | 19 sierpnia 1587    |               | Zygmunt III Waza                | Doszło do podwójnej elekcji. 27 grudnia 1587 Zygmunt III Waza został koronowany na króla Polski. 24 stycznia 1588 roku Jan Zamoyski pokonał pustoszące pogranicze polsko-śląskie oddziały Maksymiliana Habsburga w bitwie pod Byczyną. Ostatecznie konflikt zakończył się na sejmie pacyfikacyjnym (od 6 marca do 23 kwietnia 1589 roku) na którym zwolennicy elekcji Habsburga przysięgli wierność królowi Zygmuntowi III |
| 3. elekcja  | 12 grudnia 1586 (Śmierć króla Stefana Batorego)                                | od 30 czerwca 1587           | - Maksymilian III Habsburg arcyksiążę austriacki - Zygmunt Waza, książę szwedzki - Fiodor I Rurykowicz, car Rosji (ponownie) - Ferdynand Habsburg, arcyksiążę austriacki (ponownie) - Maciej Habsburg, arcyksiążę austriacki - Ernest Habsburg, arcyksiążę austriacki (ponownie) | 22 sierpnia 1587    |               | Maksymilian III Habsburg        | Doszło do podwójnej elekcji. 27 grudnia 1587 Zygmunt III Waza został koronowany na króla Polski. 24 stycznia 1588 roku Jan Zamoyski pokonał pustoszące pogranicze polsko-śląskie oddziały Maksymiliana Habsburga w bitwie pod Byczyną. Ostatecznie konflikt zakończył się na sejmie pacyfikacyjnym (od 6 marca do 23 kwietnia 1589 roku) na którym zwolennicy elekcji Habsburga przysięgli wierność królowi Zygmuntowi III |
| 4. elekcja  | 30 kwietnia 1632 (Śmierć króla Zygmunta III)                                   | od 27 września 1632          | - Władysław Waza, królewicz polski - Gustaw II Adolf, król Szwecji | 8 listopada 1632    | 3543          | Władysław IV Waza               | |
| 5. elekcja  | 20 maja 1648 (Śmierć króla Władysława IV)                                      | od 6 października 1648       | - Zygmunt Rakoczy, syn księcia siedmiogrodzkiego - Jan Kazimierz Waza, królewicz polski - Karol Ferdynand Waza, królewicz polski | 20 listopada 1648   | 4352          | Jan II Kazimierz Waza           | |
| 6. elekcja  | 16 września 1668 (Abdykacja króla Jana II Kazimierza)                          | od 2 maja 1669               | - Ludwik II Burbon, Wielki Kondeusz, książę de Longueville - Henryk Juliusz Burbon, syn Wielkiego Kondeusza - Filip Wilhelm, palatyn Pfalz-Neuburg - Karol V Leopold, książę lotaryński - Aleksy I Romanow, car Rosji - Aleksy Aleksiejewicz Romanow, carewicz rosyjski - Fiodor Aleksiejewicz Romanow, carewicz rosyjski - Krystyna Waza, była królowa Szwecji - Fryderyk Wilhelm Wielki Elektor, książę pruski i elektor brandenburski - Adil Girej, chan krymski - Jakub Stuart, książę Yorku - Michał Korybut Wiśniowiecki, magnat polski - Dymitr Jerzy Wiśniowiecki, wojewoda bełski - Aleksander Janusz Ostrogski-Zasławski, książę, magnat polski - Aleksander Polanowski - mnich włoski Barnabita | 19 czerwca 1669     | 11271         | Michał Korybut Wiśniowiecki     | |
| 7. elekcja  | 10 listopada 1673 (Śmierć króla Michała Korybuta)                              | od 20 kwietnia 1674          | - Ludwik II Burbon, Wielki Kondeusz, książę de Longueville (ponownie) - Filip Wilhelm, palatyn Pfalz-Neuburg (ponownie) - Karol V Leopold, książę lotaryński (ponownie) - Jan Sobieski, marszałek i hetman wielki koronny - Jerzy Oldenburg, książę duński - Ludwik Tomasz Sabaudzki, hrabia Soisson - Michał Apafy, książę siedmiogrodzki | 21 maja 1674        | 3450          | Jan III Sobieski                | |
| 8. elekcja  | 17 czerwca 1696 (Śmierć króla Jana III)                                        | maj 1697                     | - Franciszek Ludwik Bourbon, książę Conti - Karol Filip, książę neuburski - Fryderyk August I Wettin, elektor saski - Leopold Ludwik, książę lotaryński - Ludwik Wilhelm, margrabia badeński - Jakub Ludwik Sobieski, królewicz polski - Maksymilian II Emanuel, elektor bawarski - Livio Odescalchi, książę, bratanek papieża Innocentego XI | 27 czerwca 1697     |               | Franciszek Ludwik Bourbon       | Franciszka Ludwika wybrała większość szlachty, pozostali wybrali elektora saskiego. Podwójna elekcja zakończyła się w wyniku energicznych działań Sasa (szybkie wkroczenie do Rzeczypospolitej, wcześniejsze przejście na katolicyzm, przekupienie części szlachty) i nieudanych ruchów Francuzów (fiasko desantu pod Gdańskiem). |
| 8. elekcja  | 17 czerwca 1696 (Śmierć króla Jana III)                                        | maj 1697                     | - Franciszek Ludwik Bourbon, książę Conti - Karol Filip, książę neuburski - Fryderyk August I Wettin, elektor saski - Leopold Ludwik, książę lotaryński - Ludwik Wilhelm, margrabia badeński - Jakub Ludwik Sobieski, królewicz polski - Maksymilian II Emanuel, elektor bawarski - Livio Odescalchi, książę, bratanek papieża Innocentego XI | 27 czerwca 1697     | 13641         | August II Wettyn                | Franciszka Ludwika wybrała większość szlachty, pozostali wybrali elektora saskiego. Podwójna elekcja zakończyła się w wyniku energicznych działań Sasa (szybkie wkroczenie do Rzeczypospolitej, wcześniejsze przejście na katolicyzm, przekupienie części szlachty) i nieudanych ruchów Francuzów (fiasko desantu pod Gdańskiem). |
| 9. elekcja  | styczeń 1704 (Detronizacja Augusta II przez konfederację warszawską)           | lipiec 1704                  | - Stanisław Leszczyński, wojewoda poznański | 12 lipca 1704       |               | Stanisław I Leszczyński         | Elekcja nie w pełni legalna. Wybory odbyły się po detronizacji Augusta II, pod osłoną wojsk szwedzkich okupujących ziemie polskie podczas III wojny północnej. W 1709 roku na tron powrócił August II. |
| 10. elekcja | 1 lutego 1733 (Śmierć króla Augusta II)                                        | sierpień 1733                | - Fryderyk August II Wettin, elektor saski - Emanuel Bragança, infant portugalski - Stanisław Leszczyński, wojewoda poznański, były król | 12 września 1733    | 11697         | Stanisław I Leszczyński         | Wybór Stanisława Leszczyńskiego nie został zaakceptowany przez część szlachty, jak i państw europejskich. Po wyborze króla doszło więc do zbrojnej interwencji sasko-rosyjskiej i przeprowadzenia nielegalnej w świetle prawa elekcji, podczas której 5 października, pod osłoną korpusu rosyjskiego generała Piotra Lacy, ogłoszono Augusta III królem Polski we wsi Kamion na Pradze. Spowodowało to wypowiedzenie przez Francję wojny Austrii, stronnika elektora saskiego. Wojna między koalicjami Francji, Hiszpanii i Bawarii a Austrii, Rosji, Prus i Danii, zwana wojną o sukcesję polską (1733-1735) zakończyła się m.in. abdykacją Leszczyńskiego. |
| 10. elekcja | 1 lutego 1733 (Śmierć króla Augusta II)                                        |                              | - Fryderyk August II Wettin, elektor saski - Emanuel Bragança, infant portugalski - Stanisław Leszczyński, wojewoda poznański, były król | 5 października 1733 | 906           | August III Wettyn               | Wybór Stanisława Leszczyńskiego nie został zaakceptowany przez część szlachty, jak i państw europejskich. Po wyborze króla doszło więc do zbrojnej interwencji sasko-rosyjskiej i przeprowadzenia nielegalnej w świetle prawa elekcji, podczas której 5 października, pod osłoną korpusu rosyjskiego generała Piotra Lacy, ogłoszono Augusta III królem Polski we wsi Kamion na Pradze. Spowodowało to wypowiedzenie przez Francję wojny Austrii, stronnika elektora saskiego. Wojna między koalicjami Francji, Hiszpanii i Bawarii a Austrii, Rosji, Prus i Danii, zwana wojną o sukcesję polską (1733-1735) zakończyła się m.in. abdykacją Leszczyńskiego. |
| 11. elekcja | 5 października 1763 (Śmierć króla Augusta III)                                 | wrzesień 1764                | - Fryderyk Krystian Wettyn, elektor saski - Adam Kazimierz Czartoryski, książę, magnat polski - Michał Kazimierz Ogiński, wojewoda wileński - Jan Klemens Branicki, hetman wielki koronny - Stanisław Antoni Poniatowski, stolnik wielki litewski | 12 września 1764    | 5320          | Stanisław II August Poniatowski | Elekcja kontrolowana przez Cesarstwo Rosyjskie. |

## Upamiętnienie

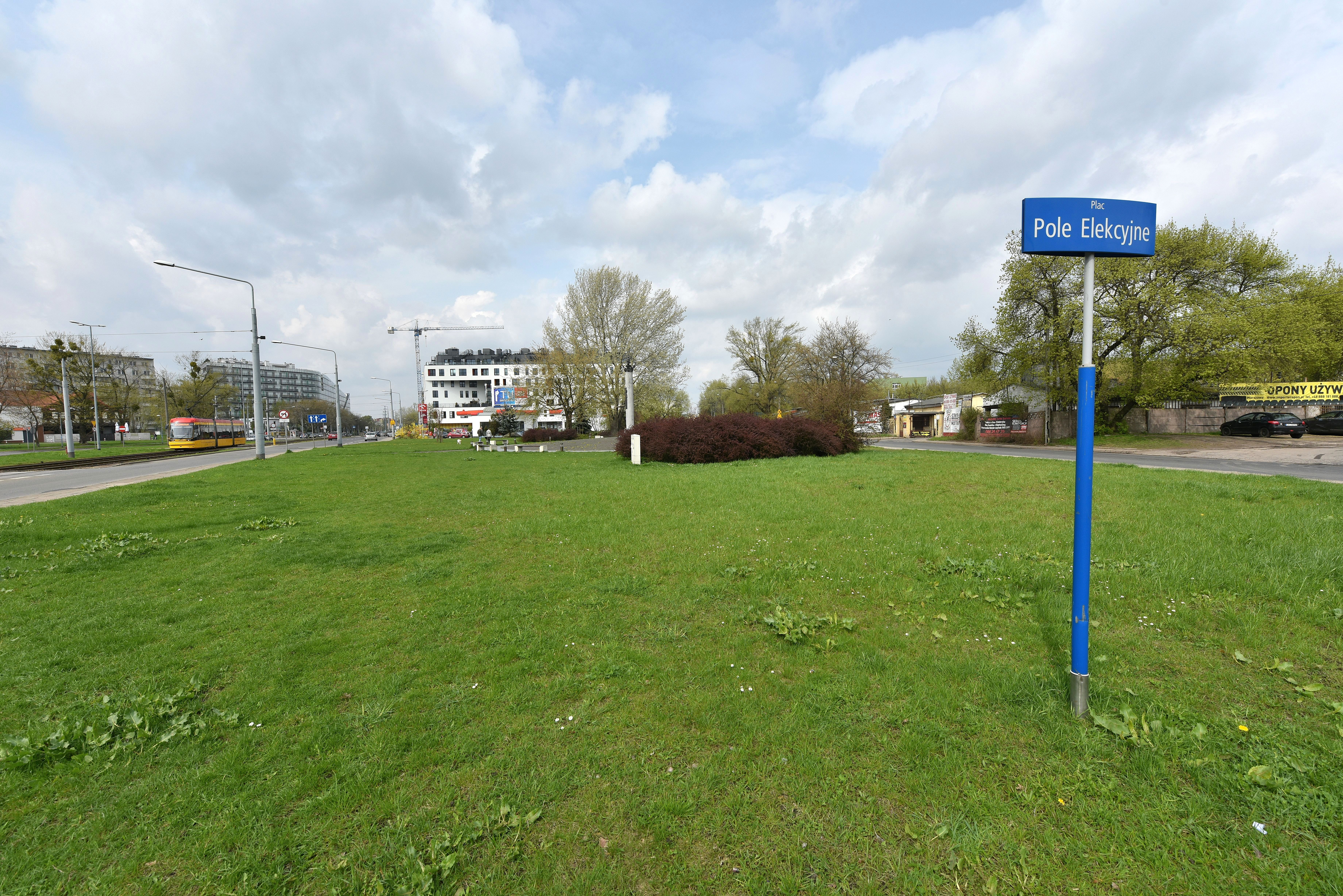
Plac Pole Elekcyjne na warszawskiej Woli, widoczny pomnik Electio Viritim

- Pole elekcyjne na Woli zostało upamiętnione pomnikiem Electio Viritim odsłoniętym w 1997[15].
- W październiku 2010 placowi zlokalizowanemu w rejonie ul. Obozowej i J. Ostroroga, na którym znajduje się pomnik Electio Viritim, nadano nazwę Pole Elekcyjne[16].
- Elekcje Henryka Walezego (1573) i Augusta III (1733) przeprowadzone na terenie wsi Kamion upamiętnia tablica umieszczona w 1996 na fasadzie konkatedry Matki Bożej Zwycięskiej[17].
- Kamionkowskie Błonia Elekcyjne, których nazwa upamiętnia elekcje na terenie wsi Kamion.